# Земельный бум во Флориде
Флоридский земельный бум 1920-х годов (англ. Florida land boom) был первым пузырём недвижимости во Флориде, который лопнул в 1925 году. Земельный бум оставил позади целые новые города, такие как Корал-Гейблс, Хайалиа, Майами-Спрингс, Опа-Лока, Майами-Шорс и Голливуд. Он также оставил после себя остатки неудачных проектов развития, таких как Aladdin City в Южном округе Майами-Дейд, Fulford-by-the-Sea в том, что сейчас находится на севере Майами-Бич, Miami Isola di Lolando в северной части залива Бискейн, Бока-Ратон, как это первоначально планировалось, Okeelanta в Западном округе Палм-Бич и Palm Beach Ocean к северу от города Палм-Бич. Земельный бум формировал будущее Флориды на протяжении десятилетий и создал целые новые города из земли Эверглейдс, которые остаются сегодня. История включает в себя множество параллелей с бумом недвижимости 2000-х годов, включая силы внешних спекулянтов, лёгкий доступ к кредитам для покупателей и быстрое повышение стоимости недвижимости.

## Предпосылки и история
На заднем плане были широко зарекламированы расширения железной дороги Восточного побережья Флориды, сначала до Уэст-Палм-Бич (1894), затем до Майами (1896) и, наконец, до Ки-Уэста (1912). Эверглейдс осушали, создавая новые сухие земли. Наконец, Первая Мировая война отрезала богатых от их сезонов на Лазурном береге, так что в части США со средиземноморским или тропическим климатом у них было много возможностей.
Экономическое процветание 1920-х годов создало условия для возникновения пузыря на рынке недвижимости во Флориде. Майами имел облик тропического рая, и внешние инвесторы по всей территории Соединённых Штатов начали проявлять интерес к недвижимости в Майами. Отчасти благодаря рекламным талантам таких дерзких разработчиков, как Карл Грэм Фишер из Майами-Бич, Известный тем, что купил огромный освещённый рекламный щит на Нью-Йоркской Таймс-Сквер, провозглашающий «Это Июнь в Майами», цены на недвижимость быстро выросли на спекуляциях, и последовал бум земли и строительства. Брокеры и дилеры дико спекулировали всеми классами товаров, заказывая поставки значительно превышающие то, что было действительно необходимо, и отправляя грузы только в общий пункт назначения, в результате чего железнодорожные грузовые вагоны застряли в штате, задушив движение железнодорожного транспорта.
К январю 1925 года инвесторы начали читать негативную прессу о флоридских инвестициях. Журнал Forbes предупреждал, что цены на землю во Флориде основаны исключительно на ожиданиях найти покупателя, а не на реальной стоимости земли. Служба внутренних доходов начала тщательно изучать флоридский бум недвижимости как гигантскую фиктивную операцию. Спекулянты, стремящиеся перевернуть недвижимость с огромной прибылью, начали испытывать трудности с поиском новых покупателей. Что ещё хуже, в октябре 1925 года «Большая тройка» железнодорожных компаний, действующих во Флориде—морская воздушная линия, железная дорога восточного побережья Флориды и железная дорога на побережье Атлантического Океана—объявила эмбарго из-за тупика железнодорожного движения строительных материалов, разрешив только продовольствие, топливо, скоропортящиеся продукты и предметы первой необходимости въезжать или перемещаться в пределах штата.
Затем, 10 января 1926 года, «Prinz Valdemar», 241-футовая шхуна со стальным корпусом, затонула в устье поворотного бассейна гавани Майами и перекрыла доступ в гавань. Он был на пути к тому, чтобы превратиться в плавучий отель. Из-за того, что железные дороги всё ещё запрещали поставки несущественных грузов, теперь стало совершенно невозможно доставлять строительные материалы в район Майами, и облик города как тропического рая начал рушиться. В своей книге «Miami Millions» Кеннет Баллинджер писал, что инцидент с опрокидыванием принца Вальдемара спас много людей, обнаружив трещины в фасаде Майами. «Во время вынужденного затишья, которое сопровождало попытки освободить гавань Майами, — писал он, — многие грузоотправители на севере и многие строители на юге лучше понимали, что здесь происходит на самом деле.» новые покупатели не прибыли, и рост цен на недвижимость, который подпитывал земельный бум, прекратился. Дни, когда недвижимость в Майами покупалась и продавалась на аукционе целых десять раз за один день, прошли.
Хотя железные дороги сняли эмбарго в мае 1926 года, бум тем не менее прекратился. Затем последовала катастрофа в виде урагана в Майами в сентябре 1926 года, который привёл многих застройщиков к банкротству. Ураган Окичоби 1928 года и крах Уолл-Стрит 1929 года продолжили катастрофическую тенденцию к снижению экономической активности, и флоридский земельный бум официально закончился, когда началась Великая депрессия. Депрессия и опустошительный приход средиземноморской плодовой мухи годом позже разрушили как туристическую, так и цитрусовую промышленность, от которой зависела Флорида. За несколько лет идиллический тропический рай превратился в унылый влажный отдалённый район с малыми экономическими перспективами. Экономика Флориды не сможет восстановиться до Второй мировой войны.

## В массовой культуре
Это событие послужило фоном для видеоигры А Golden Wake 2014 года.
Бродвейский мюзикл «Кокосовые орешки», написанный для братьев Маркс, и одноимённая экранизация находятся в отеле в разгар земельного бума.